# Thermodiaptomus congruens
Thermodiaptomus congruens is een eenoogkreeftjessoort uit de familie van de Diaptomidae. De wetenschappelijke naam van de soort is voor het eerst geldig gepubliceerd in 1927 door Sars G.O..